# Filmografia de Jim Carrey
A filmografia do ator, produtor e roteirista canadense Jim Carrey compreende notáveis papéis tanto no cinema quanto na televisão. Carrey já atuou em mais de quarenta longa-metragens, além de dez filmes e séries televisivas. Atualmente, integra os rankings de atores mais bem pagos do cinema internacional, com mais rendimentos de mais 2 bilhões de dólares em sua carreira.
Carrey realizou seu primeiro trabalho televisivo na série The Duck Factory (1984), interpretando um jovem cartunista, e um papel de coadjuvante em Once Bitten (1985), no qual contracenou com Lauren Hutton. Nos anos seguintes, atuou em filmes de comédia como Peggy Sue Got Married (1986), The Dead Pool (1988) e Earth Girls Are Easy (1988). Sua performance inovadora foi em 1994, quando estrelou Ace Ventura: Pet Detective, que arrecadou mais de 72 milhões de dólares em bilheterias mundiais, e The Mask, que lhe consagrou como ator de comédias bizarras. No mesmo ano, Carrey contracenou com Jeff Daniels em Dumb & Dumber, interpretando uma dupla de desajeitados. Estes dois útlimos filmes arrecadaram mais de 120 milhões e 127 milhões de dólares, respectivamente, estabelecendo-o como uma estrela de Hollywood. Nos anos seguintes, Carrey estrelou Batman Forever (1995), na pele do supervilão Charada, Ace Ventura: When Nature Calls (1996) e Liar Liar (1997).
Carrey recebey aclamação crítica por sua performance em The Truman Show (1998), pelo qual recebeu o Globo de Ouro de Melhor Ator em Filme Dramático. Carrey retornaria à comédia em Me, Myself & Irene, outra produção dirigida por Peter e Bobby Farrelly com a participação do ator canadense, e que tornou-se um sucesso de bilheterias apesar de críticas mistas. No mesmo ano, Carrey estrelou a comédia natalina How the Grinch Stole Christmas e no ano seguinte voltou a colaborar em um projeto de drama, com The Majestic.
Em 2003, Carrey dividiu as telas com Jennifer Aniston e Morgan Freeman em Bruce Almighty, interpretando um jornalista fracassado que recebe a missão de substituir Deus. O filme é o seu trabalho de maior rendimento até os dias atuais. No ano seguinte, Carrey protagonizou o drama de alta aclamação crítica Eternal Sunshine of the Spotless Mind, com roteiro de Charlie Kaufman e direção inovadora de Michel Gondry.

## Filmografia

### Cinema
| Ano  | Filme | Papel | Papel    | Papel      | Papel                                      | Diretor                       |
| Ano  | Filme | Ator  | Produtor | Roteirista | Papel                                      | Diretor                       |
| ---- | --- | ----- | -------- | ---------- | ------------------------------------------ | ----------------------------- |
| 1983 | The Sex and Violence Family Hour                                                                                       | Sim   |          |            | Vários                                     | Harvey Frost                  |
| 1983 | Copper Mountain br: Bob & Jack - Dois pés frios na neve                                                                | Sim   |          |            | Bobby Todd                                 | David Mitchell                |
| 1983 | All in Good Taste | Sim   |          |            | Ralph Parker                               | Anthony Kramreither           |
| 1984 | Finders Keepers | Sim   |          |            | Lane Bidlekoff                             | Richard Lester                |
| 1985 | Once Bitten pt: A Primeira Dentada / br: Procura-se Rapaz Virgem                                                       | Sim   |          |            | Mark Kendall                               | Howard Storm                  |
| 1986 | Peggy Sue Got Married pt: Peggy Sue casou-se / br: Peggy Sue - Seu passado a espera                                    | Sim   |          |            | Walter Getz                                | Francis Ford Coppola          |
| 1988 | The Dead Pool pt: Na Lista do Assassino / br: Dirty Harry na Lista Negra                                               | Sim   |          |            | Johnny Squares                             | Buddy Van Horn                |
| 1988 | Earth Girls Are Easy                                                                                                   | Sim   |          |            | Wiplec                                     | Julien Temple                 |
| 1989 | Pink Cadillac pt: Cadillac cor-de-rosa / br: O cadillac cor-de-rosa                                                    | Sim   |          |            | Comediante                                 | Buddy Van Horn                |
| 1991 | High Strung br: Minha Vida é um Inferno                                                                                | Sim   |          |            | Morte                                      | Roger Nygard                  |
| 1992 | Itsy Bitsy Spider | Sim   |          |            | O Exterminador (voz)                       | Matthew O'Callaghan           |
| 1994 | Ace Ventura: Pet Detective pt: Ace Ventura - Detective animal / br: Ace Ventura - Um detetive diferente                | Sim   |          | Sim        | Ace Ventura                                | Tom Shadyac                   |
| 1994 | The Mask pt: A Máscara / br: O Máskara                                                                                 | Sim   |          |            | Stanley Ipkiss / O Máscara                 | Chuck Russell                 |
| 1994 | Dumb & Dumber pt: Doidos à Solta / br: Débi & Lóide: Dois Idiotas em Apuros                                            | Sim   |          |            | Lloyd Christmas                            | Peter e Bobby Farrelly        |
| 1995 | Batman Forever pt: Batman Para Sempre / br: Batman Eternamente                                                         | Sim   |          |            | Dr. Edward Nygma / Charada                 | Joel Schumacher               |
| 1995 | Ace Ventura: When Nature Calls pt: Ace Ventura em África / br: Ace Ventura 2 - Um Maluco na África                     | Sim   |          |            | Ace Ventura                                | Steve Oedekerk                |
| 1996 | The Cable Guy pt: O Melga: A Aventura de Cabo / br: O Pentelho: O Cabo Aventura                                        | Sim   |          |            | Ernie "Chip" Douglas                       | Ben Stiller                   |
| 1997 | Liar Liar pt: O Mentiroso Compulsivo / br: O Mentiroso                                                                 | Sim   |          |            | Fletcher Reede                             | Tom Shadyac                   |
| 1998 | The Truman Show pt: A Vida em Directo / br: O Show de Truman: O Show da Vida                                           | Sim   |          |            | Truman Burbank                             | Peter Weir                    |
| 1998 | Simon Birch | Sim   |          |            | Joe Wenteworth                             | Mark Steven Johnson           |
| 1999 | Man on the Moon pt: Homem na Lua / br: O Mundo de Andy                                                                 | Sim   |          |            | Andy Kaufman / Tony Clifton                | Miloš Forman                  |
| 2000 | Me, Myself & Irene pt: Ela, Eu e o Outro / br: Eu, Eu Mesmo & Irene                                                    | Sim   |          |            | Charlie Baileygates / Hank Evans           | Peter e Bobby Farrelly        |
| 2000 | Dr. Seuss' How the Grinch Stole Christmas pt: Grinch / br: O Grinch                                                    | Sim   |          |            | O Grinch                                   | Ron Howard                    |
| 2001 | The Majestic pt: The Majestic / br: Cine Majestic                                                                      | Sim   |          |            | Peter Appleton                             | Frank Darabont                |
| 2003 | Pecan Pie | Sim   |          |            | O Motorista                                | Michel Gondry                 |
| 2003 | Bruce Almighty pt: Bruce — O Todo Poderoso / br: Todo Poderoso                                                         | Sim   | Sim      |            | Bruce Nolan                                | Tom Shadyac                   |
| 2004 | Eternal Sunshine of the Spotless Mind                                                                                  | Sim   |          |            | Joel Barish                                | Michel Gondry                 |
| 2004 | Lemony Snicket's A Series of Unfortunate Events pt: Lemony Snicket - Uma Série de Desgraças / br: Desventuras em Série | Sim   |          |            | Conde Olaf                                 | Brad Silberling               |
| 2005 | Fun with Dick and Jane pt: Dick e Jane - Ladrões Sem Jeito / br: As Loucuras de Dick & Jane                            | Sim   | Sim      |            | Richard "Dick" Harper                      | Dean Parisot                  |
| 2007 | The Number 23 pt / br: Número 23                                                                                       | Sim   |          |            | Walter Sparrow / Detetive Fingerling       | Joel Schumacher               |
| 2008 | Horton Hears a Who! pt: Horton e o Mundo dos Quem! / br: Horton e o Mundo dos Quem                                     | Sim   |          |            | Horton, o Elefante (voz)                   | Jimmy Hayward / Steve Martino |
| 2008 | Yes Man pt: Sim! / br: Sim Senhor!                                                                                     | Sim   |          |            | Carl Allen                                 | Peyton Reed                   |
| 2009 | I Love You Phillip Morris pt: Eu Amo-te, Phillip Morris / br: O Golpista do Ano                                        | Sim   |          |            | Steven Jay Russell                         | John Requa e Glenn Ficarra    |
| 2009 | A Christmas Carol pt: Um Conto de Natal / br: Os Fantasmas de Scrooge                                                  | Sim   |          |            | Ebenezer Scrooge / Fantasma do Natal (voz) | Robert Zemeckis               |
| 2011 | Mr. Popper's Penguins pt: Os Pinguins do Sr. Popper / br: Os Pinguins do Papai                                         | Sim   |          |            | Tom Popper                                 | Mark Waters                   |
| 2013 | The Incredible Burt Wonderstone pt: Burt Wonderstone / br: O Incrível Mágico Burt Wonderstone                          | Sim   |          |            | Steve Gray                                 | Don Scardino                  |
| 2013 | Kick-Ass 2 pt / br: Kick-Ass 2                                                                                         | Sim   |          |            | Sal Bertolinni / Coronel Estrelas          | Jeff Wadlow                   |
| 2013 | Anchorman 2: The Legend Continues pt: Que Se Lixem As Notícias / br: Tudo Por Um Furo                                  | Sim   |          |            | Scott Reils                                | Adam McKay                    |
| 2014 | Dumb and Dumber To pt: Doidos à Solta, de Novo / br: Debi & Lóide 2                                                    | Sim   |          |            | Lloyd Christmas                            | Peter e Bobby Farrelly        |
| 2016 | The Bad Batch | Sim   |          |            | O Ermitão                                  | Ana Lily Amirpour             |
| 2016 | True Crimes | Sim   |          |            | Tadek                                      | Alexandros Avranas            |
| 2020 | Sonic the Hedgehog | Sim   |          |            | Dr. Ivo "Eggman" Robotnik                  | Jeff Fowler                   |
| 2022 | Sonic the Hedgehog 2                                                                                                   | Sim   |          |            | Dr. Ivo "Eggman" Robotnik                  | Jeff Fowler                   |